# سفارت افغانستان در اتاوا
سفارت افغانستان در اتاوا (به انگلیسی: Embassy of Afghanistan) یک منطقهٔ مسکونی و نمایندگی سیاسی این کشور در کانادا است که در اتاوا واقع شده‌است.